# Buakea kaeuae
Buakea kaeuae ist ein Schmetterling (Nachtfalter) aus der Familie der Eulenfalter (Noctuidae).

## Merkmale
Die Falter erreichen eine Flügelspannweite von 20 bis 23 Millimeter bei den Männchen und 21 bis 24 Millimeter bei den Weibchen. Die Fühler sind fadenförmig. Kopf und Thorax sind mit langen Haaren bedeckt. Die Männchen sind etwas dunkler gefärbt als die Weibchen. Die Zeichnung der Vorderflügel ähnelt jener von Buakea venusta, sie ist aber weniger kontrastreich. Die Grundfärbung ist dunkler und graubraun, die schräg liegende Querbinde ist dünner und kaum sichtbar, ein hellbraunes, lateral braun umrandetes Nierenmakel ist angelegt. Die Hinterflügel sind weißlich braun und grau durchmischt. Ein Ringmakel ist nicht angelegt.
Bei den Männchen ist der Uncus schmal, spatelförmig und verjüngt sich zur Spitze hin. Am Tegumen befinden sich mittelgroße rundliche Peniculi (bürstenförmige Fortsätze). Das Vinculum hat einen U-förmigen Saccus. Die Valven haben einen stark sklerotisierten Costalrand, welcher sockelförmig endet und nach unten leicht übersteht. Der Cucullus ist ziemlich dünn und gestreckt. Die Juxta ist annähernd elliptisch und kaum sklerotisiert. Der Aedeagus ist leicht gebogen. Die Vesica hat einen kräftigen und ziemlich scharfen Cornutus. Sie ist schnabelförmig und etwa halb so lang wie der Penis.
Bei den Weibchen ist das Corpus bursae birnenförmig und etwa so lang wie der Ductus. Auf dem Corpus bursae befinden sich zwei Signa, ungefähr im rechten Winkel dazu befindet sich ein spitzer Fleck. Entlang des Ductus bursae verläuft ein langer, stark sklerotisierter Fortsatz des Corpus bursae. Der Ductus ist schmal und gerade und nur gering sklerotisiert. Das Ostium ist nahezu eiförmig. Die Postvaginalplatten sind kaum sklerotisiert.
Die Raupen erreichen eine Länge von 30 bis 35 Millimeter und eine Dicke von 3,5 bis 4,0 Millimeter. Der Kopf ist glatt und schwarz, das Prothorakalschild fahl braun. Der Körper ist blassrosa und schimmert. Die Pinnacula und die Caudalplatte sind schwarz.

## Verbreitung
Buakea kaeuae wurde bisher nur an zwei Lokalitäten in Kenia gefunden. Bei den Biotopen handelte es sich um immergrünes Buschland und um mit Akazien bestandenes Grasland in 1600 bis 1700 Meter Höhe.

## Biologie
Die Raupen entwickeln sich in den Stängeln von Panicum maximum.